# Mai gridare al lupo
Mai gridare al lupo è un film del 1983 diretto da Carroll Ballard.

## Trama
Il giovane e ingenuo biologo canadese Tyler viene incaricato dal governo di recarsi nell'isolato deserto artico canadese e studiare il motivo per cui la popolazione di caribù della zona è in declino, ritenendo responsabili gli attacchi dei branchi di lupi. Tra i suoi ordini di studiarli, gli viene anche data una pistola e gli viene richiesto di uccidere un lupo ed esaminarne il contenuto dello stomaco. Tyler riceve il battesimo del fuoco con un viaggio su un aereo pilotato da "Rosie" Little. Dopo l'atterraggio Rosie lascia Tyler nel mezzo di un lago artico ghiacciato. Fa molto freddo e Tyler non sa cosa fare per la sua situazione finché non viene salvato da un Inuit nomade di nome Ootek, che trasporta lui e la sua attrezzatura fuori dal ghiaccio e costruisce un rifugio per lui.
Da questo momento tutto lo svolgimento è in forma di diario in cui Tyler annota quanto gli accade.
Da solo, Tyler divide le sue giornate tra ricerca e sopravvivenza, mentre le notti sono piene di attacchi di lupi. Presto incontra due lupi, che chiama George e Angeline, che hanno cuccioli, e scopre che sembrano curiosi di lui quanto lui di loro. Lui e i lupi iniziano gli scambi sociali, marcando persino i loro territori con l'urina, producendo fiducia e rispetto tra di loro. Notando che non hanno mangiato nessun caribù e solo topi, inizia un esperimento collaterale di mangiare solo topi per il sostentamento proteico e comprendere se questo tipo di alimentazione sia capace a sostenere dei lupi.
Un altro Inuit di nome Mike raggiunge Tyler insieme a Ootek. Mike conosce anche l'inglese e fa da traduttore tra Ootek e Tyler. Ootek è contento e curioso di Tyler, mentre il giovane Mike sembra non solo più riservato ma insoddisfatto dello stile di vita Inuit, confessando a Tyler le sue apprensioni sociali, ciò è dovuto principalmente al fatto che a Mike manca quasi tutto. I due Inuit restano con lui e Tyler scopre che Mike è un cacciatore di lupi, che uccide per le pelli da vendere per guadagnarsi da vivere.
L'autunno si avvicina e Tyler viene a sapere che i caribù stanno migrando verso sud, il che gli darà l'opportunità di studiare il concetto che i suoi superiori vogliono confermare. Ootek porta Tyler in un'escursione di due giorni per vedere i caribù. Tyler osserva che i lupi fanno diversi attacchi senza successo. Tyler allora recupera da un caribù ucciso un osso e verifica il midollo, scoprendo che il caribù morto era malato. Conferma che i lupi non sono assassini spietati, ma piuttosto la loro caccia uccide solo i caribù più deboli così come vuole la legge naturale.
Un giorno, Tyler incontra Rosie con due ospiti cacciatori, che fanno piani per sfruttare le risorse della zona. Rosie insiste per far partire Tyler con il suo aereo, ma Tyler rifiuta. Rosie si offre quindi di estrarre prelevare Tyler dal suo accampamento di ricerca in due giorni, il tempo necessario a Tyler per tornare indietro al suo accampamento.
Tyler torna alla base per scoprire che i cuccioli di lupo si rannicchiano per la paura e i due lupi maturi non si vedono. L'aereo di Rosie si avvicina all'esterno ma Tyler, credendo che sia stato Rosie a uccidere i lupi, grida a Rosie di andarsene, poi spara all'aereo di Rosie.
Tyler torna al suo campo per trovare Mike, il cui comportamento nervoso fa sospettare a Tyler che sia stato Mike, non Rosie, a uccidere i due lupi. Mike conferma i sospetti di Tyler sorridendo con una serie completa di nuove protesi, mentre torna a casa.